# Quercus gracilior
Quercus gracilior är en bokväxtart som beskrevs av Cornelius Herman Müller. Quercus gracilior ingår i släktet ekar, och familjen bokväxter.
Artens utbredningsområde är Honduras. Inga underarter finns listade.